# Patriota
Patriota, anciennement Parti national-écologique (en portugais : Partido Ecológico Nacional, PEN), est un ancien parti politique brésilien national-conservateur fondé le 9 août 2011.

## Histoire

### Dissolution
Lors des élections de 2022, le parti n'a pas réussi à atteindre le seuil électoral lui permettant d'obtenir un financement public. Ainsi, Patriota s'auto-dissout le 9 novembre 2023 et co-fonde avec le Parti travailliste le Parti du renouveau démocratique (pt).

## Idéologie
Ce parti politique est lié aux Assemblées de Dieu, le principal mouvement évangélique au Brésil. Il soutient le président Jair Bolsonaro. 

### Religion
Les membres de Patriota sont issus de différents courants du christianisme, généralement évangéliques. 
Le parti s'oppose à l'intégration des non-chrétiens, notamment des athées et des musulmans. Le parti suit une orientation profondément conservatrice et fondamentaliste, rejetant la laïcité, l'avortement et le mariage homosexuel. Il souhaite faire du Brésil en un État théocratique et remplacer la constitution laïque de 1988 par une constitution à orientation religieuse. 

### Politique économique
Le parti est favorable au libéralisme économique mais s'oppose à une trop forte présence étrangère, principalement des entreprises chinoises, dans l'économie brésilienne. Le parti soutient la privatisation de la plupart des entreprises publiques brésiliennes.

### Questions sécuritaires
Patriota défend une approche plus dure contre la délinquance et la criminalité, soutenant l'abaissement de l'âge pénal minimum et la peine de mort. Le parti soutient la libéralisation des armes à feu et une forte hausse des dépenses militaires.